# Sutjeska (rivière)
Pour les articles homonymes, voir Sutjeska (homonymie).
La Sutjeska est une rivière de Bosnie-Herzégovine. Elle a une longueur de 35 km. Elle est un affluent gauche de la Drina.
La Sutjeska appartient au bassin versant de la mer Noire.
Elle traverse le parc national de Sutjeska.

## Parcours
La Sutjeska prend sa source dans le massif de Volujak, dans les Alpes dinariques, au pied du mont Vlasulja, près de Mišejiči, à une altitude de 1 520 m. Dans la partie supérieure de son cours, elle coule dans une vallée située entre les monts Volujak et Lebršnik (au nord-ouest). Après quelques kilomètres en direction du nord, elle oblique vers le nord-est près du village de Grab. Elle coule alors dans un canyon calcaire qui sépare les monts Volujak et Maglić des monts Zelengora. Elle passe au village de Tjentište et se jette dans la Drina près du village de Bastasi.

## Affluents

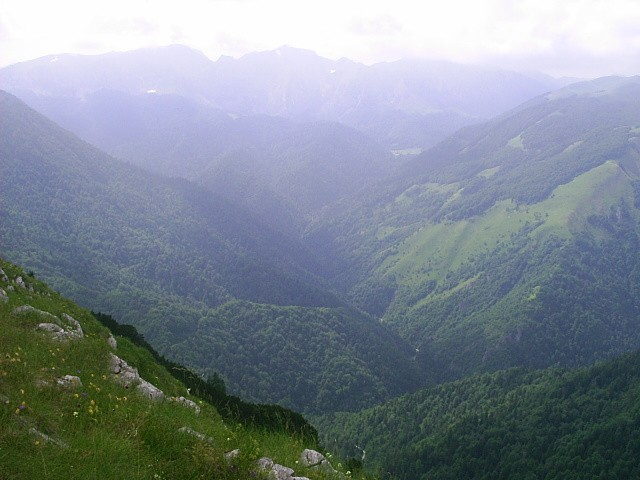
Vallée du Hrčavka

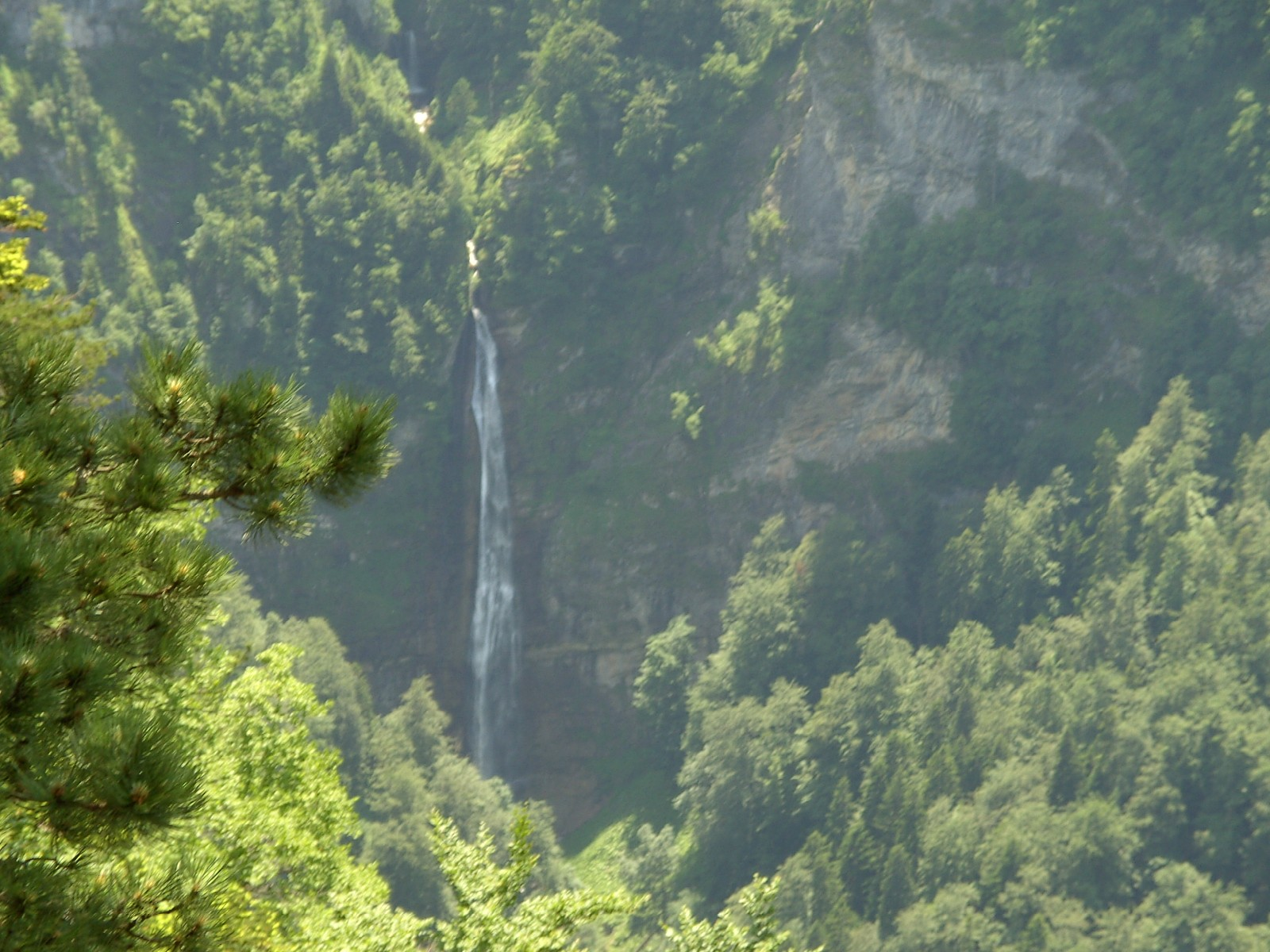
Chute d'eau de 120 m dans la forêt de la Perućica.

Dans son parcours, la Sutjeska reçoit plusieurs affluents : 
- la Jabošnica (sur sa gauche),
- le Suški (sur sa droite),
- la Peručica (sur sa droite),
- la Hrčavka (sur sa gauche).

## Histoire
Le village de Tjentište abrite un mémorial construit en l'honneur des Partisans yougoslaves morts à la bataille de la Sutjeska (mai-juin 1943).